# أتشانو
أتشانو (بالإيطالية: Acciano)‏ هي بلدية في مقاطعة لاكويلا في إقليم أبروتسو الإيطالي.

## السكان
تطور النمو السكاني لـ أتشانو